# Borna Gojo
Borna Gojo (ur. 27 lutego 1998 w Splicie) – chorwacki tenisista, reprezentant kraju w rozgrywkach Pucharu Davisa.

## Kariera tenisowa
W 2022 roku wystąpił w turnieju głównym French Open po przejściu kwalifikacji.
W karierze wygrał jeden singlowy tytuł cyklu ATP Challenger Tour. Ponadto zwyciężył w dwóch deblowych turniejach rangi ITF.
Najwyżej sklasyfikowany był na 102. miejscu w singlu (8 maja 2023) oraz na 394. w deblu (17 stycznia 2022).

### Zwycięstwa w turniejach ATP Challenger Tour

#### Gra pojedyncza
| Końcowy wynik | Nr | Data                 | Turniej | Nawierzchnia  | Przeciwnik  | Wynik finału |
| ------------- | -- | -------------------- | ------- | ------------- | ----------- | ------------ |
| Zwycięzca     | 1. | 30 października 2022 | Urtijëi | Twarda (hala) | Lukáš Klein | 7:6(4), 6:3  |